# Grupo MásMóvil
Grupo MásMóvil, cuya razón social es MásMóvil Ibercom, S.A., es una compañía española de telecomunicaciones propiedad de MásOrange. La compañía es propietaria de Yoigo (Xfera Móviles, S. A. U., que utiliza, además de la marca Yoigo, marcas como MásMóvil, Llamaya o Lebara España, entre otras), Pepephone, Euskaltel (que también utiliza las marcas Virgin Telco y RACCtel+ y es propietaria de R Cable y Telecable Telecomunicaciones), además de otras empresas pequeñas.
Tras la compra de Yoigo por el Grupo MásMóvil en 2016, la marca MásMóvil pasó a ser una marca comercial de Yoigo, empresa que se convirtió en una filial del Grupo MásMóvil. Tras la adquisición de Euskaltel en 2021, el Grupo MásMóvil sumaba más de 15,3 millones de clientes y una plantilla de más de 2.000 personas. En 2022, alcanzó un EBITDA de 1.199 millones de euros y unos ingresos por servicios de 2.647 millones de euros.
La fusión de la compañía con Orange España dio lugar a la formación de una empresa conjunta que inició sus operaciones el 26 de marzo de 2024. La entidad resultante posee el 43.4 % de las líneas móviles y el 42.1 % de las líneas de banda ancha fija en España. El 3 de abril se presentó al público la nueva sociedad conjunta con el nombre de MásOrange.

## Historia

### Fundación y primeros pasos
La compañía MásMóvil fue fundada el 19 de febrero de 2006 por Meinrad Spenger y Christian Nyborg. Tras la aprobación de la CMT el 12 de mayo de 2006, el servicio se lanzó comercialmente el 19 de febrero de 2008.
En marzo de 2012 World Wide Web Ibercom empezó a cotizar en el Mercado Alternativo Bursátil (MAB).

### Crecimiento y fusiones
En marzo de 2014 MásMóvil se fusionó con Ibercom, una empresa que cotizaba en el MAB, y que formalmente adquirió a MásMóvil, para conservar la ficha bursátil. Como resultado, los accionistas de MasMovil pasarían a tener el 45% de Ibercom; de este paquete, los fundadores de la operadora, Meinrad Spenger y Christian Nyborg, tendrían alrededor del 7%, y fondos gestionados por la firma de capital riesgo Inveready, el 11%. Por su parte, algunos fundadores de Ibercom, José Poza y Luis Villar, controlarían conjuntamente el 32% de la empresa resultante (MásMóvil Ibercom).
Durante los años 2014 y 2015 fue comprando pequeñas compañías como Neo, Quantum Telecom, Xtra Telecom (que incluía a Happy Móvil) o Embou. En estos años se producen ampliaciones de capital con entrada de fondos de inversión y "family-offices", que incrementan la disponibilidad de recursos.
El 10 de agosto de 2015 adquirió los activos resultantes (redes de fibra, etc.) de los compromisos de desinversión asumidos por Orange España ante la Comisión Europea para obtener la autorización de su fusión con Jazztel.
El 28 de abril de 2016 compró el 100% de las acciones de Pepephone, con un coste de 158 millones de euros.
El 21 de junio de 2016 adquirió el 100% de Yoigo (Xfera Móviles, S.A.U.), el cuarto operador móvil en España, tras alcanzar un acuerdo con los accionistas Telia, ACS, FCC y Abengoa. El precio de la compra fue de 612 millones de euros. y fue autorizada en septiembre de 2016. Tras la compra, dicho operador pasó a ser una filial de MásMóvil Ibercom. Se mantuvo la marca Yoigo y también se empezó a utilizar la marca MásMóvil.

### Expansión y diversificación de negocios
El 31 de enero de 2017 comunicó la adquisición del operador de telecomunicaciones Llamaya por 41 millones de euros, continuando su interés en expandir su línea de negocio y reforzando su posición como cuarto operador de España.
El 14 de julio de 2017 pasó de cotizar en el Mercado Alternativo Bursátil (MAB) a cotizar en el mercado continuo de la bolsa de Madrid. Esta operación fue la primera de la historia del MAB en la que una cotizada pasaba a la Bolsa de Madrid. Llamaya se convirtió en una marca comercial de Yoigo.
En julio de 2018, la marca Happy Móvil dejó de ofrecer servicio a nuevos clientes y pasó a redirigir a la web de MásMóvil para nuevas altas mientras que mantuvo habilitada el área personal para sus antiguos clientes.
El 21 de noviembre de 2018 compró Lebara España, un operador móvil virtual sin red propia con 423.000 clientes, especialmente en el segmento de la inmigración, a Lebara Mobile Group B.V. a través de su filial Lebara Ltd. El precio fue de la operación fue en principio de 50 millones de euros.
El 13 de junio de 2019 fue seleccionada por el Comité Asesor Técnico (CAT) del IBEX 35 para incorporarse al índice más importante de la Bolsa española y se incorporó en el mismo el 24 de junio de 2019.
El 23 de julio de 2019 Hits Mobile fue adquirida por el Grupo MásMóvil.
En agosto de 2019 concluye, conjuntamente con Gaia Inversión, la operación de adquisición de Cabonitel a Cabolink, incluyendo las operaciones de NOWO Communications y de Onitelecom –Infocomunicações en Portugal.
El 2 de marzo de 2020 Lycamobile España fue adquirida por el Grupo MásMóvil.

### Oferta Pública de Adquisición y reestructuración
El 1 de junio de 2020 los fondos de capital riesgo KKR, Cinven y Providence Equity comunicaron oficialmente una oferta pública de adquisición (OPA) amistosa sobre MásMóvil Ibercom, S.A. por un importe de 2.963 millones de euros. Esto provocó que la empresa se disparara en bolsa un 22%.
El 15 de septiembre de 2020 abandonó el IBEX 35 tras ser aceptada la oferta pública de adquisición (OPA) por más del 50% de los accionistas.
El 4 de marzo de 2021 anunció un acuerdo con El Corte Inglés para lanzar el operador móvil virtual Sweno.
El 28 de marzo de 2021 lanzó una OPA sobre Euskaltel, a través de su filial Kaixo Telecom, S.A.U. La compra se completó el 5 de agosto de 2021 con un 97,67% de los accionistas de Euskaltel a favor.

### Fusión con Orange España
El 8 de marzo de 2022, Orange España y el Grupo MásMóvil anunciaron que habían comenzado un periodo de negociaciones para la creación de una empresa conjunta al 50:50 con una valoración de 19.600 millones de euros y que la convertiría en el operador de telecomunicaciones con más clientes en España y el segundo en facturación por detrás de Telefónica. Estaba previsto que la fusión concluyera a más tardar a comienzos de 2024 y tendría que contar con el visto bueno de los reguladores españoles y europeos.
En abril de 2022, el Grupo MásMóvil decidió suprimir cerca de una quincena de filiales incluidas en el grupo a través de Ahí+, adquirida en 2020. Dicha operación la realizó a través de la sociedad Spotting Brands Technologies.
En septiembre de 2022, se anunció un acuerdo con Vodafone para la venta de NOWO a esta por unos 150 millones de euros. Dicha venta fue bloqueada por la Autoridad de Competencia de Portugal en julio de 2024.
En 2023, se lanzó Populoos como una marca de proximidad para atraer a los usuarios que prefieren consumir productos de su tierra y están orgullosos de ser de pueblo. El grupo Ahí+, adquirido por el Grupo MásMóvil, aglutinaba hasta 16 operadoras locales especializadas en pequeños municipios. MásMóvil rescató la ya existente marca Populoos para sustituir a Ahí+.
El 20 de febrero de 2024, la Comisión Europea otorgó su aprobación para la fusión entre Orange España y el Grupo MásMóvil. Esta aprobación estuvo sujeta a la condición de que cedieran a Digi España 60 MHz del espectro radioeléctrico dedicado a la telefonía móvil. Además, se estableció un acuerdo de roaming nacional para garantizar que los usuarios de Digi tengan cobertura de la empresa resultante de la fusión en áreas donde Digi no tenga presencia.
El 12 de marzo de 2024, el Gobierno de España, en una sesión del Consejo de Ministros, dio su aprobación a la fusión entre Orange España y el Grupo MásMóvil. Según declaraciones del ministro de Transformación Digital y de la Función Pública, José Luis Escrivá, esta fusión daría lugar al principal operador en España, con una base de usuarios que supera los 30 millones en servicios móviles, más de 7 millones en banda ancha y más de 2 millones en servicios de televisión.
El 26 de marzo de 2024, tras dos años de negociaciones, tuvo lugar la fusión entre Orange España y el Grupo MásMóvil. Esta fusión se llevó a cabo mediante la creación de una empresa conjunta, en la que Orange y Lorca JVCO (la empresa conjunta de fondos de inversión propietaria del Grupo MásMóvil) poseen cada una el 50% de participación. La presidencia de esta nueva entidad recae en Jean-François Fallacher (Orange), mientras que el cargo de consejero delegado lo ocupa Meinrad Spenger (MásMóvil). Esta nueva entidad se posiciona como la principal empresa de telecomunicaciones en España en términos de número de clientes, con más de 37 millones de líneas de banda ancha y móvil, convirtiéndose en un gigante valorado en 18.600 millones de euros.
El 3 de abril de 2024, se presentó al público la nueva sociedad conjunta con el nombre de MásOrange.
En abril de 2024, la marca Oceans, propiedad también del Grupo MásMóvil, se integró en Hits Mobile.
En septiembre de 2024, la Entidad Reguladora para la Comunicación Social dio "luz verde" a la compra de NOWO por parte de Digi Portugal, por un valor de 150 millones de euros. El 24 de octubre del mismo año, la Autoridad de la Competencia informó que no se oponía a la operación, quedando establecido el control exclusivo de Cabonitel S.A. por Digi Portugal LDA al día siguiente.
En noviembre de 2024 MasOrange anunció que la marca Virgin desapareceria y que los clientes de esta serian absorbidos por las matrices MasMovil y Orange. 

## Imagen corporativa
El color corporativo del Grupo MásMóvil es el amarillo.
Su identidad de marca estaba basada en el juego con un signo de exclamación (!), sustituto de la letra "i". En 2018, el Grupo MásMóvil cambia su logo, resaltando la palabra MAS, que significa Mirada al cliente, Actitud positiva y Simplicidad.

## Filiales y marcas
- Yoigo (Xfera Móviles, S.A.U.): Marca principal del grupo. Ofrece servicios de telefonía fija, telefonía móvil, internet (fibra y 5G) y televisión a través de la plataforma Yoigo TV.
- MásMóvil: Marca comercial con la misma denominación legal que Yoigo. Ofrece servicios de telefonía fija, móvil, internet (fibra y 5G) y televisión a través de la plataforma MásMóvil TV.
- Llamaya: Marca orientada al segmento de bajo coste. Proporciona servicios de telefonía móvil e internet (5G), bajo la misma razón social que Yoigo.
- Lebara y Lycamobile: Marcas enfocadas en llamadas internacionales. Operan bajo la misma denominación legal que Yoigo y ofrecen servicios de telefonía móvil e internet (5G).
- Hits Mobile y Netllar: Marcas que también utilizan la razón social de Yoigo. Ofrecen telefonía móvil, internet (fibra y 5G) y televisión (Agile TV).
- Cable Móvil: Marca que opera principalmente como proveedor mayorista bajo la denominación legal de Yoigo. Está dirigida a operadores locales y cableoperadores a nivel nacional, y ofrece servicios de telefonía fija, móvil, internet (fibra y 5G) y servicios de valor añadido (SVA).
- Pepephone (Pepemobile, S.L.): Filial que opera de forma independiente dentro del grupo. Ofrece servicios de telefonía fija, móvil, internet (fibra y 5G) y televisión a través de la plataforma PepeTV.
- Euskaltel (Euskaltel, S.A.U.): Filial que presta servicios de telecomunicaciones en varias regiones de España. Opera con la marca Euskaltel en el País Vasco, Navarra y La Rioja; como RACCtel+ en Cataluña; y como Virgin Telco en el resto del país. Es propietaria de R Cable y Telecable Telecomunicaciones, S.A.U., que comercializa servicios bajo las marcas R (en Galicia, Cantabria y León) y Telecable (en Asturias).
- Guuk (Guuk Telecom, S.A.): Filial con presencia en el País Vasco y Navarra. Ofrece servicios de telefonía fija, móvil, internet (fibra y 5G) y televisión (Agile TV)
- Embou (Embou Nuevas Tecnologías, S.L.U.): Filial centrada en Aragón y zonas rurales del país. Proporciona servicios de telefonía fija, móvil, internet (fibra y 5G), televisión (Agile TV) y tecnologías de la información y la comunicación (TIC).
- Populoos y Blaveo (Spotting Brands Technologies, S.L.U.): Filial con dos marcas comerciales. Populoos está presente en Alicante, Valencia, Castellón, Murcia, Ciudad Real, Almería, Albacete, Cádiz y Málaga; mientras que Blaveo opera en Jaén, Córdoba y Badajoz. Ofrecen servicios de telefonía fija, móvil, internet (fibra y 5G), televisión (Agile TV) y soluciones tecnológicas para empresas, instituciones y operadores.

## Cobertura
La cobertura utilizada es la cobertura propia de Yoigo. Además, mantiene acuerdos con Orange y Movistar para tener cobertura allá dónde no llega la de Yoigo. Lebara España y Hits Mobile utilizaban la cobertura de Vodafone hasta que pasaron a utilizar la de Yoigo.
En 2022, su cobertura móvil total alcanzaba al 98,5% de la población española. y, en 2021, disponía de cobertura de fibra de 26 millones de hogares en España.